# Zyginella keralaensis
Zyginella keralaensis är en insektsart som beskrevs av Mathew och K. Ramakrishnan 2002. Zyginella keralaensis ingår i släktet Zyginella och familjen dvärgstritar. Inga underarter finns listade i Catalogue of Life.